# Funicolare di Serfaus
La Funicolare di Serfaus (in tedesco: Dorfbahn Serfaus, Serfauser Dorfbahn o più semplicemente U-Bahn Serfaus), è un sistema di funicolare sotterranea attivo a Serfaus, comune austriaco di 1.127 abitanti nel distretto di Landeck, in Tirolo.
Per la sua unicità e ubicazione, l'infrastruttura detiene due primati: è considerata la ferrovia sotterranea più breve al mondo e la ferrovia a levitazione aerodinamica realizzata a più alta quota.

## Storia
Dalla metà degli anni sessanta del Novecento la località sciistica di Serfaus vide un notevole incremento di turismo invernale, tanto da costringere le autorità locali a chiudere la centrale Dorfbahnstraße al traffico privato a partire dal 1970, con conseguenti disagi per la viabilità. Durante tutti gli anni settanta venne istituito un servizio di navetta con alcuni autobus che trasportavano turisti e sciatori dal parcheggio agli impianti di risalita a ovest del paese.
Presto anche questa soluzione si rivelò di difficile gestione, pertanto il consiglio comunale pensò di decrementare il traffico automobilistico dai parcheggi alla funivia e trasformare il piccolo comune montano austriaco in una località pedonale, dotando il paese di un sistema di trasporto sotterraneo che lo attraversasse da est a ovest collegando le sue due estremità. A seguito della delibera comunale approvata nel dicembre del 1983, la U-Bahn Serfaus venne progettata dalla Freissler-Otis, che ne completò la costruzione il 14 dicembre 1985.
L'infrastruttura, inaugurata ufficialmente il 16 gennaio 1986, è stata pensata come un vero servizio di metropolitana, tanto da rendere Serfaus il più piccolo paese al mondo ad avere un servizio sotterraneo analogo.
 Per migliorare il servizio l'impianto è stato sottoposto a un necessario ammodernamento durante la primavera del 2017 per avere il servizio completamente rinnovato durante la stagione sciistica 2017/2018 e nel 2019 è entrato in servizio il nuovo convoglio, che ha incrementato la capienza dei passeggeri.

## Descrizione

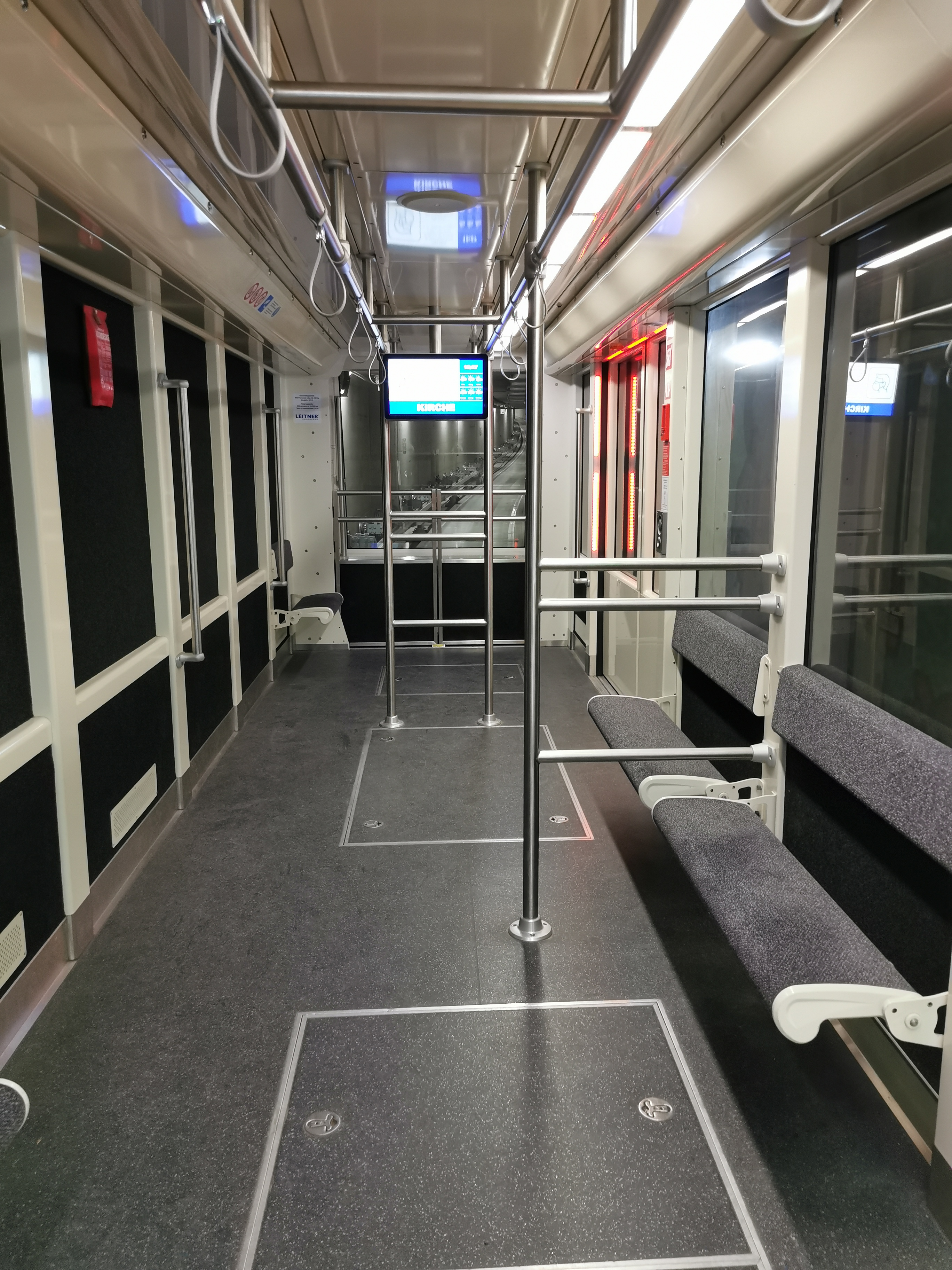
L'interno del nuovo convoglio

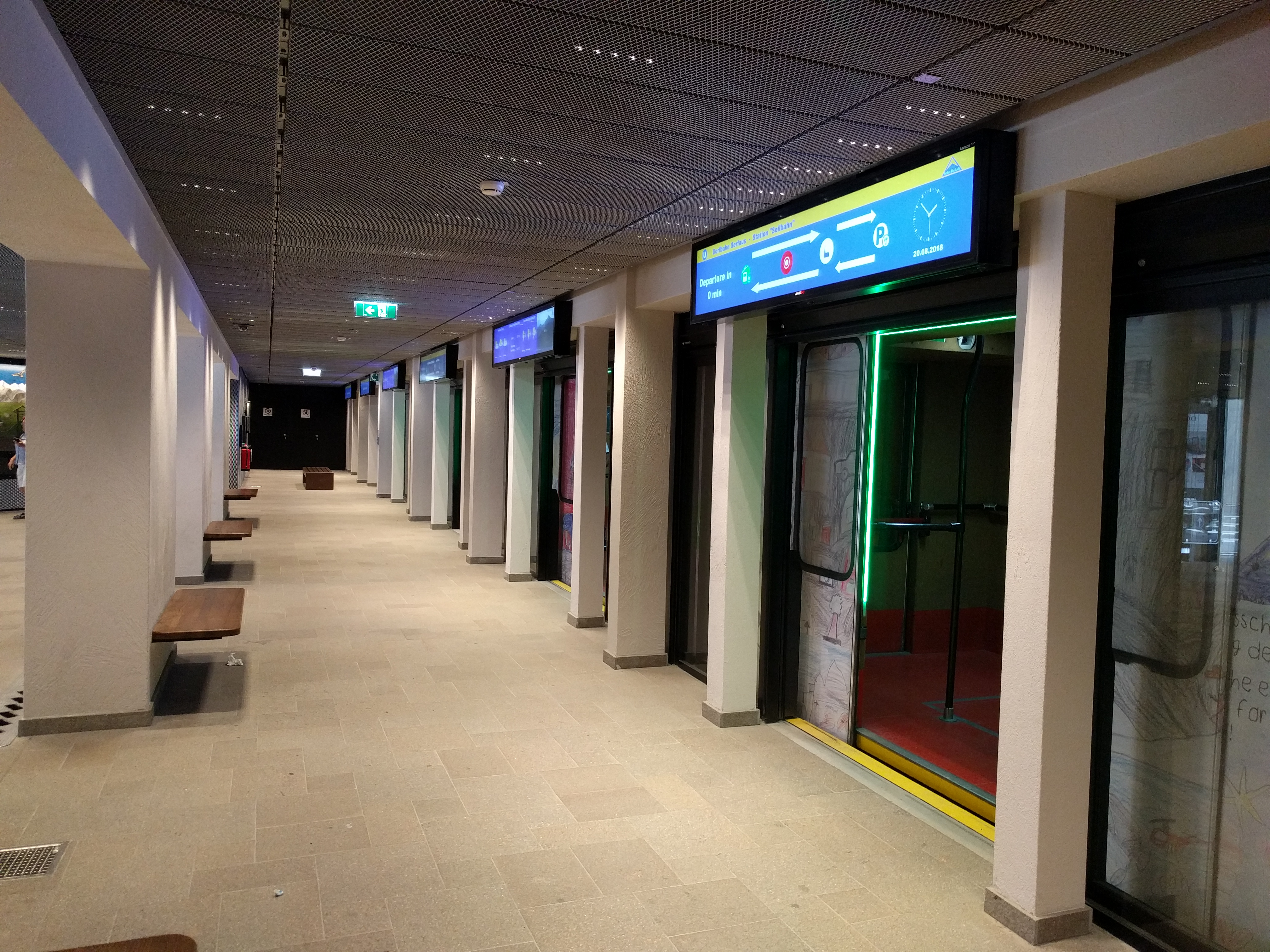
Gli interni della stazione Seilbahn

Tecnicamente l'impianto della U-Bahn Serfaus è una funicolare a cuscini d'aria il cui convoglio, composto da tre vagoni comunicanti, aveva originariamente una capacità totale di 270 passeggeri, aumentata a 390 con le vetture del nuovo mezzo entrato in servizio nel 2019. Esso è lungo 44,7 metri per 2,35 metri di larghezza e viaggia a una velocità che oscilla tra i 7 e gli 11 metri al secondo, per un massimo di 40 km/h, completando l'intero percorso in circa nove minuti.
Il tracciato della linea sotterranea che attraversa l'intero centro abitato è costituito da una galleria in cemento armato realizzata sotto la Dorfbahnstraße con la tecnica "cut and cover" di 3,5 metri di larghezza per una lunghezza complessiva di 1 280 metri, è pressoché rettilineo, con un gradiente di pendenza del 5,35% e un dislivello di circa venti metri.
La linea serve quattro stazioni sotterranee, tutte dotate di accessi facilitati per passeggini e carrozzine: Parkplatz, Kirche, Raika (Zentrum) e Seilbahn, dove si trova l'accesso agli impianti di risalita.
La postazione di comando è presso la stazione Parkplatz e dispone di apparecchiature per il controllo remoto e visori del sistema TVCC per la sicurezza dei passeggeri, il cui flusso, nei picchi di maggior affluenza, raggiunge circa tremila utenti in un'ora.